# Моменти зображення
В  обробці зображень, комп'ютерному зорі та суміжних областях, під  моментами  зображення  розуміються  деякі часткові зважені середні інтенсивностей пікселів зображення, які  є глобальними дескрипторами зображення. Моменти зображення корисні для опису об'єктів після сегментації.

## Геометричні моменти
Для  2D неперервної   функції {\displaystyle f(x,y)} геометричним моментом   порядку  (p + q) називається вираз
{\displaystyle M_{pq}=\int \limits _{-\infty }^{\infty }\int \limits _{-\infty }^{\infty }x^{p}y^{q}f(x,y)\,dx\,dy}
для  p,q = 0,1,2,...
Для диcкреnного напівтонового зображення з інтенсивністю пікселів  {\displaystyle I(x,y)} та розміру {\displaystyle M\times N}, геометричні моменти  {\displaystyle M_{ij}} обчислюються за формулою
{\displaystyle M_{ij}=\sum _{x=0}^{M-1}\sum _{y=0}^{N-1}x^{i}y^{j}I(x,y)\,\!}
Теорема єдиності (Hu [1962]) стверджує, що коли f(x,y) є кусково-неперервною функцією яка приймає ненульові значення в скінченній області площини  Oxy,  то моменти всіх порядків {\displaystyle M_{ij}}  існують і однозначно визначаються  функцією  {\displaystyle f(x,y)} . Навпаки, функція    {\displaystyle f(x,y)}   однозначно відновлюється з її моментів {\displaystyle M_{ij}}.

### Приклади
Прості властивості зображення виражені в  термінах геометричних моментів:
- Площа (для бінарного зображення) або сума рівнів сірого  (для напівтонових зображень):{\displaystyle M_{00}}
- Центр мас зображення: {\displaystyle \{{\bar {x}},\ {\bar {y}}\}=\left\{{\frac {M_{10}}{M_{00}}},{\frac {M_{01}}{M_{00}}}\right\}}

## Центральні моменти
Центральний момент визначається як  
{\displaystyle \mu _{pq}=\int \limits _{-\infty }^{\infty }\int \limits _{-\infty }^{\infty }(x-{\bar {x}})^{p}(y-{\bar {y}})^{q}f(x,y)\,dx\,dy}
де  {\displaystyle {\bar {x}}={\frac {M_{10}}{M_{00}}}} i  {\displaystyle {\bar {y}}={\frac {M_{01}}{M_{00}}}} є компонентами центроїда.
Якщо  ƒ(x, y) є дискретним зображенням, тоді попереднє рівняння перетворюється у наступне 
{\displaystyle \mu _{pq}=\sum _{x}\sum _{y}(x-{\bar {x}})^{p}(y-{\bar {y}})^{q}f(x,y)}
Центральніи моменти до третього порядку:
{\displaystyle \mu _{00}=M_{00},\,\!}
{\displaystyle \mu _{01}=0,\,\!}
{\displaystyle \mu _{10}=0,\,\!}
{\displaystyle \mu _{11}=M_{11}-{\bar {x}}M_{01}=M_{11}-{\bar {y}}M_{10},}
{\displaystyle \mu _{20}=M_{20}-{\bar {x}}M_{10},}
{\displaystyle \mu _{02}=M_{02}-{\bar {y}}M_{01},}
{\displaystyle \mu _{21}=M_{21}-2{\bar {x}}M_{11}-{\bar {y}}M_{20}+2{\bar {x}}^{2}M_{01},}
{\displaystyle \mu _{12}=M_{12}-2{\bar {y}}M_{11}-{\bar {x}}M_{02}+2{\bar {y}}^{2}M_{10},}
{\displaystyle \mu _{30}=M_{30}-3{\bar {x}}M_{20}+2{\bar {x}}^{2}M_{10},}
{\displaystyle \mu _{03}=M_{03}-3{\bar {y}}M_{02}+2{\bar {y}}^{2}M_{01}.}
Центральні моменти виражаються через геометричні моменти:
{\displaystyle \mu _{pq}=\sum _{m}^{p}\sum _{n}^{q}{p \choose m}{q \choose n}(-{\bar {x}})^{(p-m)}(-{\bar {y}})^{(q-n)}M_{mn}}
Центральні моменти є інваріантами відносно паралельного перенесення. 

### Приклади
Інформація  про орієнтацію зображення може бути отримана з  коваріаційної матриці  побудованої з центральних моментів:
{\displaystyle \mu '_{20}=\mu _{20}/\mu _{00}=M_{20}/M_{00}-{\bar {x}}^{2}}
{\displaystyle \mu '_{02}=\mu _{02}/\mu _{00}=M_{02}/M_{00}-{\bar {y}}^{2}}
{\displaystyle \mu '_{11}=\mu _{11}/\mu _{00}=M_{11}/M_{00}-{\bar {x}}{\bar {y}}}
Коваріаційна матриця зображення {\displaystyle I(x,y)} має вигляд
{\displaystyle \operatorname {cov} [I(x,y)]={\begin{bmatrix}\mu '_{20}&\mu '_{11}\\\mu '_{11}&\mu '_{02}\end{bmatrix}}}.
Власні вектори цієї матриці відповідають головній і побічній осям інтенсивності зображення, тому орієнтація може бути отримана з кута власного вектора асоційованого з найбільшим власним значенням у напрямку осі яка найближча до цього власного вектора.  Цей кут Θ обчислюється за такою формулою:
{\displaystyle \Theta ={\frac {1}{2}}\arctan \left({\frac {2\mu '_{11}}{\mu '_{20}-\mu '_{02}}}\right)}
Наведена формула справедлива  тих пір, поки:
{\displaystyle \mu '_{20}-\mu '_{02}\neq 0}
Власні вектори  коваріаційної матриці рівні 
{\displaystyle \lambda _{i}={\frac {\mu '_{20}+\mu '_{02}}{2}}\pm {\frac {\sqrt {4{\mu '}_{11}^{2}+({\mu '}_{20}-{\mu '}_{02})^{2}}}{2}},}

## Моментні інваріанти
Моменти добре відомі своїм застосуванням в аналізі зображень, оскільки їх можна використовувати для отримання інваріантів  щодо конкретних класів перетворень.
Зауважимо, що детально описані нижче інваріанти є точними  інваріантними лише для неперервних зображень. У дискретному  випадку  ні масштабування, ні повороти   не визначені коректно: дискретне зображення, перетворене таким чином, як правило, є наближенням, і задіяні перетворення не є оборотним. Тому ці інваріанти  є лише приблизно інваріантними при описі фігури в дискретному зображенні.

### Інваріанти групи паралельних перенесень
Центральні моменти μi j  довільного порядку є інваріантами відносно паралельних перенесень, за побудовою.

### Інваріанти групи рівномірних розтягів
Інваріанти {\displaystyle \eta _{ij}} відносно як паралельних переносів  так і рівномірних розтягів можуть бути побудовані з центральних моментів шляхом ділення на підходящу степінь нульового центрального моменту:
{\displaystyle \eta _{ij}={\frac {\mu _{ij}}{\mu _{00}^{\left(1+{\frac {i+j}{2}}\right)}}}\,\!}
де i + j ≥ 2.

### Інваріанти групи поворотів
Як  показано в статті  Hu,
інваріанти відносно паралельних переносів, масштабування і поворотів мають вигляд 
{\displaystyle I_{1}=\eta _{20}+\eta _{02}}
{\displaystyle I_{2}=(\eta _{20}-\eta _{02})^{2}+4\eta _{11}^{2}}
{\displaystyle I_{3}=(\eta _{30}-3\eta _{12})^{2}+(3\eta _{21}-\eta _{03})^{2}}
{\displaystyle I_{4}=(\eta _{30}+\eta _{12})^{2}+(\eta _{21}+\eta _{03})^{2}}
{\displaystyle I_{5}=(\eta _{30}-3\eta _{12})(\eta _{30}+\eta _{12})[(\eta _{30}+\eta _{12})^{2}-3(\eta _{21}+\eta _{03})^{2}]+(3\eta _{21}-\eta _{03})(\eta _{21}+\eta _{03})[3(\eta _{30}+\eta _{12})^{2}-(\eta _{21}+\eta _{03})^{2}]}
{\displaystyle I_{6}=(\eta _{20}-\eta _{02})[(\eta _{30}+\eta _{12})^{2}-(\eta _{21}+\eta _{03})^{2}]+4\eta _{11}(\eta _{30}+\eta _{12})(\eta _{21}+\eta _{03})}
{\displaystyle I_{7}=(3\eta _{21}-\eta _{03})(\eta _{30}+\eta _{12})[(\eta _{30}+\eta _{12})^{2}-3(\eta _{21}+\eta _{03})^{2}]-(\eta _{30}-3\eta _{12})(\eta _{21}+\eta _{03})[3(\eta _{30}+\eta _{12})^{2}-(\eta _{21}+\eta _{03})^{2}].}

Ці інваріанти добре відомі як  інваріантні  моменти Hu.
Перший з них  I1, є аналогом  моменту інерції відносно центроїда зображення. Останній  I7  називається  косим інваріантом,  який  дає змогу розрізняти дзеркальні зображення.  Ці інваріанти залежні між собою.
Повна і незалежна множина інваріантів групи повороту вперше побудована  
в J. Flusser.  Також він  довів, що моменти  Hu   не є повною множиною інваріантів до третього порядку і вони не є незалежними. I3 не дуже корисний оскільки є раціональним дробом  від інших інваріантів. Також в оригінальні статті Hu   пропущено незалежний інваріант :
{\displaystyle I_{8}=\eta _{11}[(\eta _{30}+\eta _{12})^{2}-(\eta _{03}+\eta _{21})^{2}]-(\eta _{20}-\eta _{02})(\eta _{30}+\eta _{12})(\eta _{03}+\eta _{21})}
Л. Бедратюк  розглянув питання побудови моментних інваріантів як задачу класичної теорії інваріантів. В статті було введено поняття алгебри 2D моментних інваріантів і показано що ця алгебра ізоморфна класичному об'єкту -- алгебрі спільних {\displaystyle SO(2)}-інваріантів кількох бінарних форм. Також було обчислено мінімальну породжуючу систему алгебри моментних інваріантів і підтверджено результати статті {\displaystyle [3].}